# رضوان الأبرش
رضوان الأبرش هو لاعب كرة قدم سوري سابق ومدرب مساعد في منتخب سوريا تحت 23 سنة.

## بداياته
بدأ مسيرته عام 1986 بمنتخب مدارس «حلب» حيث مثل فريق مدرسة «عين جالوت» وأحرز معهم المركز الثاني ثم انتقل لفريق صغار الاتحاد بقيادة المدرب «شيخو العبد الله»، وفي عام 1990 لعب بفريق ناشئي الاتحاد تحت إشراف المدرب «عبد الحميد عكام» حيث حصل على لقب هداف الدوري برصيد 22 هدف بالإضافة لأحرازه بطولة الدوري بفئة الناشئين وبذات الوقت وبالرغم من صغر سنه كان يلعب مع فريق الرجال بمباريات كأس الجمهورية، بعدها ترفع لفريق شباب الاتحاد بقيادة المدرب «محمد جقلان» والروسي «فلاديمير» وأحرز معهم مركز الوصيف ببطولة هدافي الدوري برصيد 14 هدفاً.

## مشاركاته
- شارك مع نادي الاتحاد في دوري أبطال العرب 1995 وبطولة دوري أبطال آسيا 2006 .

## انجازاته كلاعب
```
مع نادي 
الاتحاد
:
```

- كأس سوريا 1993 ,2006
- الدوري السوري 1994
- هداف الدوري السوري:1996,2002

مع نادي الجيش:
- كأس سوريا 1997

- هداف الدوري السوري:1998